# Naked Raygun
Naked Raygun est un groupe de punk rock américain, originaire de Chicago, dans l'Illinois. Il est actif pendant les années 1980 et au début des années 1990. Le chanteur permanent du groupe était Jeff Pezzati. D'autres membres furent Bobby Strange, Jim Colao, et Eric Spicer à la batterie, Marco Pezzati, Pierre Kezdy, et Camilo Gonzalez à la basse, Santiago Durango, John Haggerty, et Bill Stephens à la guitare, et John Lundin au clavier. Naked Raygun commença comme un groupe noisy et à la formation libre (ils échangeaient souvent des membres avec  Big Black), mais ils se dirigent plus tard vers un son plus hard pop, dans la lignée des Buzzcocks, Stiff Little Fingers, et The Jam.

## Biographie

### Débuts
Le groupe est formé en 1980 par Santiago Durango, Marko Pezzati, puis Jeff Pezzati. Le chanteur Jeff Pezzati est le seul membre constant après de multiples changements de formation. Les membres qui y jouaient au fil du temps sont Bobby Strange, Jim Colao, et Eric Spicer ; les bassistes Marko Pezzati, Pierre Kezdy, Camilo Gonzalez et Pete Mittler ; et les guitaristes Santiago Durango, John Haggerty, et Bill Stephens ; et le claviériste John Lundin. Durango et Jeff Pezzati sont aussi membres de Big Black.
En 1989, John Haggerty quitte Naked Raygun pour former Pegboy avec son petit frère Joe (ex-Bloodsport et The Effigies), et Steve Saylors et Larry Damore les Bhopal Stiffs (Pierre Kezdy replacera Steve Saylors)
Jeff Pezzati est aussi chanteur au sein de The Bomb.

### Retours

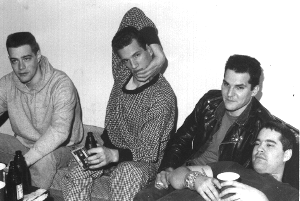
Naked Raygun en 1987.

Deux concerts de réunion sont annoncés en 1997, qui sont enregistrés pour l'album live Free Shit!,. En 1999, le label Quarterstick Records réédite le catalogue du groupe en format CD,.
En 2006, Naked Raygun se réunit pour le Riot Fest, organisé à Chicago. Après cette réunion, Naked Raygun annonce que le groupe est « de retour pour de bon »,. Les membres de « Raygun...Naked Raygun » sont : Pezzati, Stephens, Kezdy, et Spicer. En 2009, Naked Raygun revient en studio pour la première fois depuis 1997 pour une série de singles 7" chez Riot Fest Records et annonce un nouvel album, le premier depuis Raygun... Naked Raygun en 1990.
En 2011, Pete Mittler de The Methadones se joint au groupe remplaçant le bassiste Pierre Kezdy qui se remet d'une attaque vasculaire cérébrale. En août 2014, Naked Raygun ouvre pour Bad Religion, The Offspring et Stiff Little Fingers pendant le Summer Nationals tour at The Rave à Milwaukee et au Stir Cove in Council Bluffs, dans l'Iowa. Naked Raygun (avec Urge Overkill et Cheap Trick) ouvre pour les Foo Fighters au Wrigley Field, de Chicago, le 29 août 2015.

## Discographie
- 1983 : Basement Screams (12")
- 1983 : Flammable Solid (7")
- 1985 : Throb Throb
- 1986 : All Rise
- 1987 : Vanilla Blue (7")
- 1989 : Jettison
- 1989 : Treason 12"
- 1989 : Understand?
- 1990 : Home 7"
- 1990 : Raygun... Naked Raygun
- 1997 : Last of the Demohicans
- 2001 : Free Shit (Live)
- 2007 : What Poor Gods We Do Make (DVD)
- 2021 : Over the Overlords